# Bergedorf

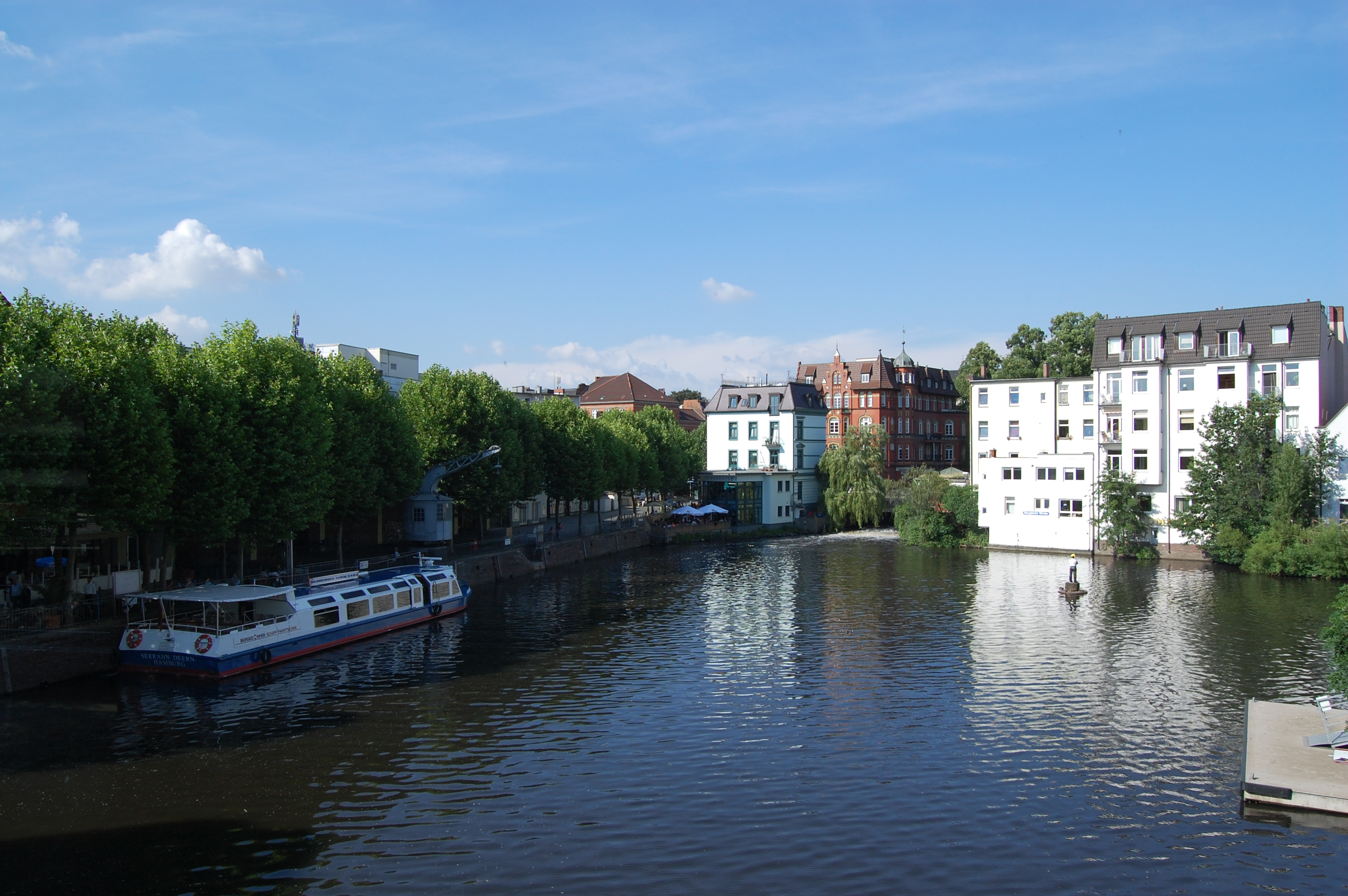
Bergedorf

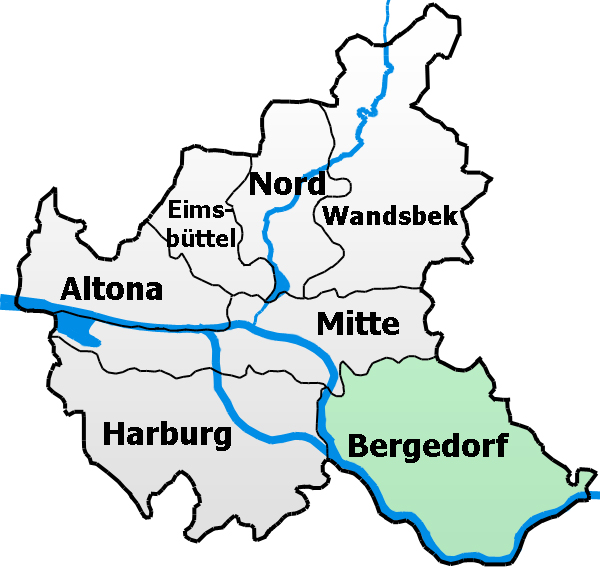
Stadsdelsområde Bergedorf i Hamburg

Bergedorf är en före detta stad vid Bille, numera stadsdelsområde i Hamburg med 133.813 invånare (2023). Här finns bl.a. Bergedorf slott.
Bergedorf erhöll stadsrättigheter 1275, och var tidigare känt för läder-, glas- och metallindustri. På berget Gojenberg i Bergedorf finns sedan 1913 Hamburgs astronomiska observatorium. Stadsdelsområdet består av flera stadsdelar.

## Stadsdelar
- Allermöhe
- Altengamme
- Bergedorf
- Billwerder
- Curslack
- Kirchwerder
- Lohbrügge
- Moorfleet
- Neuengamme
- Ochsenwerder
- Reitbrook
- Spadenland
- Tatenberg